# 쑹산구 (츠펑시)

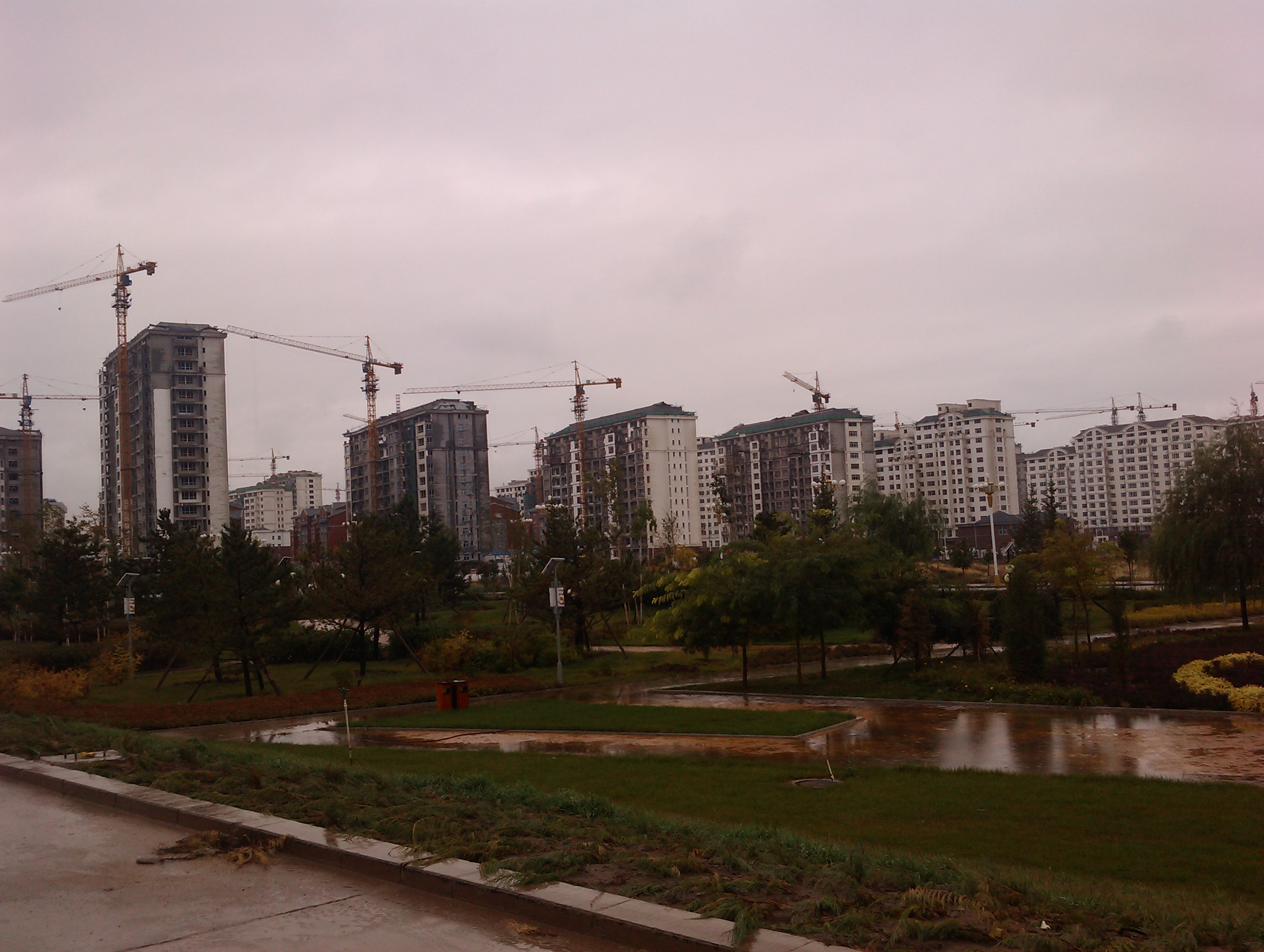

쑹산구(한국어: 송산구, 중국어: 松山区, 병음: Sōngshān Qū)는 내몽골 자치구 츠펑 시의 현급 행정구역이다. 넓이는 5955km2이고, 인구는 2007년 기준으로 520,000명이다.

## 기후
연평균 기온은 7.6℃이고 연평균 강수량은 407mm이다.

## 행정 구역
8개 가도, 9개 진, 4개 향, 1개 민족향을 관할한다.
- 가도: 振兴街道, 向阳街道, 松州街道, 铁东街道, 玉龙街道, 富河街道, 兴安街道, 全宁街道.
- 진: 穆家营子镇, 初头朗镇, 大庙镇, 王府镇, 老府镇, 哈拉道口镇, 上官地镇, 安庆镇, 太平地镇.
- 향: 夏家店乡, 城子乡, 大夫营子乡, 岗子乡.
- 민족향: 当铺地满族乡.